# Portland Canal
Der Portland Canal ist ein 116 km langer und im Mittel 2,4 km breiter Fjord an der Westküste Nordamerikas.
Der Portland Canal bildet bis zur Nordspitze von Pearse Island die Südgrenze des Alaska Panhandle (USA) zur kanadischen Provinz British Columbia. In sein Kopfende münden die Flüsse Salmon River und Bear River. Dort befinden sich die Orte Hyder in Alaska und Stewart in Kanada. Der Fjord durchschneidet die Boundary Ranges, ein Teilgebirge der Coast Mountains, in südlicher Richtung. Der Portland Canal vereinigt sich schließlich mit dem Observatory Inlet und der Nass Bay zum Portland Inlet. 11 km oberhalb des unteren Endes zweigt am Nordende der Pearse Island der Pearse Canal nach Südwesten ab. 
Der Portland Canal wurde von Kapitän George Vancouver von der Royal Navy am 15. August 1793 nach William Henry Cavendish-Bentinck, 3. Duke of Portland, Home Secretary zwischen 1794 und 1801, benannt. Im Jahr 1903 legte die Grenzkommission die Grenze zwischen Kanada und Alaska entlang der Mitte dieses Gewässers fest.